# Leonzio Armelonghi
Leonzio Armelonghi (Monticelli d'Ongina, 18 ottobre 1827 – Ancona, 23 giugno 1866) è stato un avvocato, politico e magistrato italiano.

## Biografia
Nato a Monticelli d’Ongina da Francesco fece i primi studi a Parma, e a Piacenza. Nel 1848 fu vicino ai moti liberali.
Laureatosi in diritto nel 1850 non fu ammesso alla professione di avvocato per l'opposizione del governo parmense cui erano note le tendenze liberali.
Quando, durante la Seconda guerra d'indipendenza la duchessa abbandonò Parma, Armelonghi fu uno dei membri della Commissione di governo provvisorio, che durò solo pochi giorni.
Allora Armelonghi si trasferì in Piemonte e quando, in preparazione dell'annessione al Piemonte, Farini divenne dittatore oltre che delle Romagne, anche dei ducati di Modena e di Parma, fece entrare Armelonghi nel governo dove ebbe l'incarico di segretario generale dell'Interno. 
Nel 1860 Armelonghi si candidò alle elezioni per la VII legislatura del Regno di Sardegna nel collegio di Monticelli d'Ongina e in quello di Carpaneto. Nel primo vinse Giuseppe Manfredi e a Carpaneto vinse Armelonghi che fu eletto.
Dopo l'esperienza parlamentare Armelonghi entrò nella magistratura dove fece una notevole carriera.
Si è sposato con un'artista dello spettacolo, Giovannina Baratta, che dopo il matrimonio aveva abbandonato le scene. È stato nominato cavaliere dell’Ordine dei Santi Maurizio e Lazzaro.

## Opere
- Sull'amministrazione della giustizia nelle Marche e nell'Umbria, Ancona, 1862.